# Fédération protestante de France
Pour les articles homonymes, voir FPF.
La Fédération protestante de France (FPF) est une association à but non lucratif loi de 1901, religieuse mais non cultuelle, qui a pour but de représenter et de rassembler les différentes Églises et associations protestantes de France. Elle est créée le 25 octobre 1905. En 2012, plus d'une trentaine d'unions d'Églises (luthériennes, réformées, évangéliques, baptistes, pentecôtistes) et plus 80 associations en sont membres. La Fédération protestante de France représente ainsi environ 500 communautés, institutions, œuvres et mouvements. La Fédération est présidée par le pasteur Christian Krieger depuis le 1er juillet 2022.

## Fonctions
Sa première vocation est de contribuer au rapprochement de ces Églises et de ces associations, de coordonner leur action, de les aider à assumer leurs responsabilités.
Elle entreprend aussi des actions au titre d'organisation représentant le protestantisme français, ces actions visent à :
- Entretenir des relations avec les pouvoirs publics et les médias, communication publique dans tous les domaines où le protestantisme croit devoir apporter un témoignage particulier et un message qui lui est propre et qu'il souhaite faire entendre dans le débat public.
- Défendre les libertés religieuses, en France et dans le monde.
- Favoriser les relations œcuméniques avec les autres Églises et associations protestantes non membres de la Fédération, et encourager les relations et les initiatives communes avec les Églises chrétiennes non protestantes.
- Recherches et étude bibliques.

## Services
La Fédération protestante de France comprend les services permanents suivants, placés sous la responsabilité du secrétaire général :
- le service information-communication-documentation
- Le service télévision, avec Présence protestante, tous les dimanches matin sur France 2[2]
- Le service radio, avec Solaé, tous les dimanches matin sur France Culture[3]
- Le service de relations œcuméniques
- le service d'aumônerie aux armées
- le service biblique
- le service justice et aumônerie des prisons
- Le service Mosaïc

## Organisation

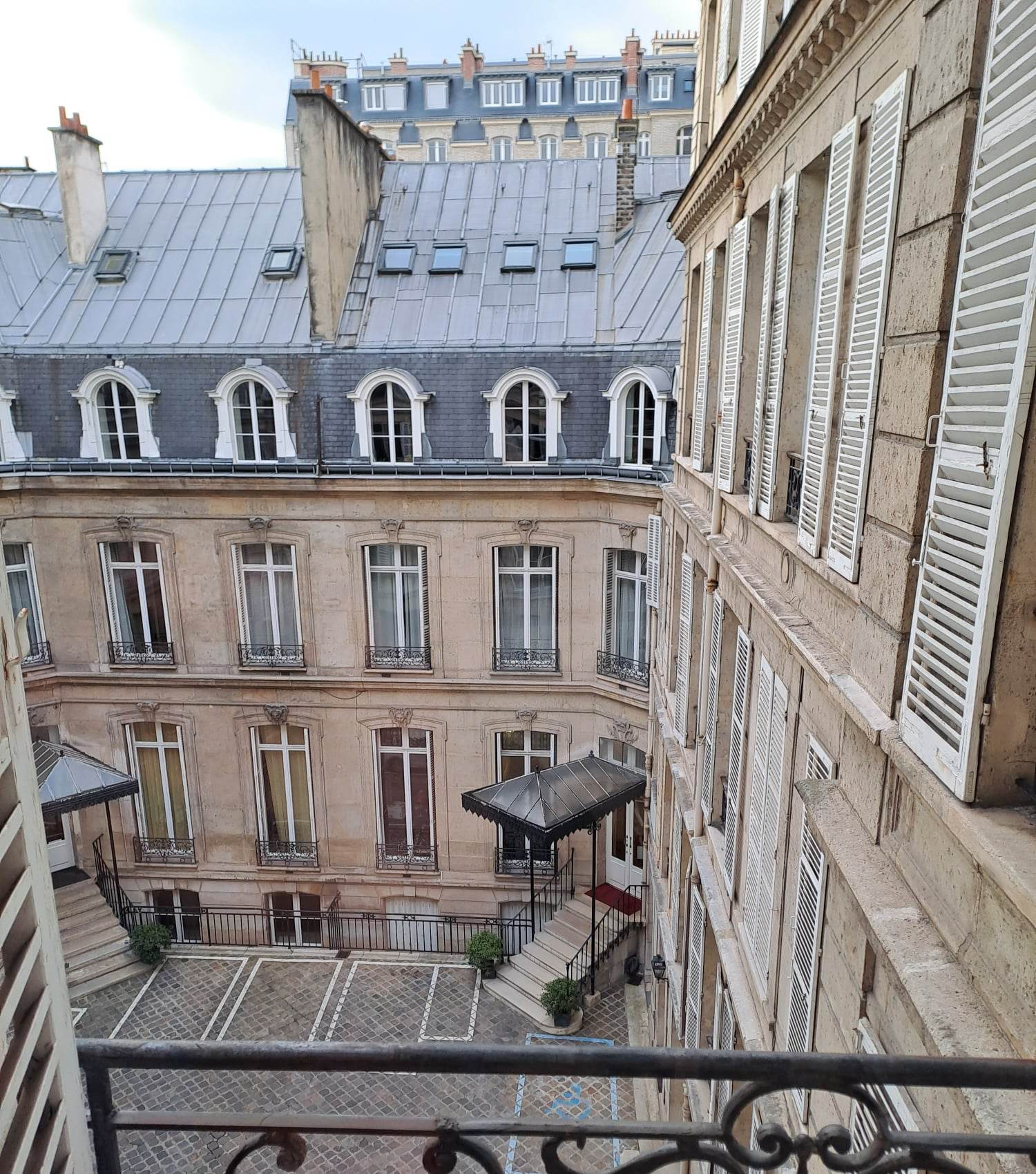
La Maison du protestantisme, au 47 rue de Clichy à Paris, siège notamment de la Fédération protestante unie de France.

La Fédération protestante de France a défini une charte que toutes les Églises et associations membres s'engagent à respecter. Il y figure un certain nombre de convictions basées sur l'Évangile dont, notamment, la reconnaissance comme centrale de l'annonce du salut par la grâce.
Cependant, chacune des Églises et des associations membres de la FPF conserve sa liberté sur ses spécificités et son identité, aussi bien théologique que pratique. Les Églises conservent leur appartenance confessionnelle propre et le fonctionnement ecclésiologique auquel elles sont attachées. Par exemple, elles n'ont pas toutes la même conception du baptême ni les mêmes modes d'organisation ecclésiale. 
Le Conseil de la Fédération protestante de France est composé de 25 personnes. Il se réunit quatre fois par an. Il est présidé par le pasteur Christian Krieger depuis le 1er juillet 2022.

## Histoire

### Fondation
On peut voir deux facteurs importants à la création de la Fédération protestante de France :
- La grande division régnant au sein du protestantisme au début du XXe siècle. Cruellement ressentie par certains, elle suscitait, en réaction, un besoin de rapprochement.
- Le projet de loi de séparation des Églises et de l'État, constatant qu'ils ne sont guère consultés par les promoteurs de cette loi, impose la nécessité de s'organiser pour parler d'une seule voix face au gouvernement.

Le 25 octobre 1905 issue de la volonté de cinq Églises (synode de l’Église méthodiste, assemblée générale des églises réformées libérales, synode officieux des Églises réformées, synode général de l'Église évangélique luthérienne de France, synode de l’Union des Églises évangéliques libres de France), la FPF est constituée dans ses grands principes. En 1907, le premier conseil de la fédération se réunit. C'est en 1909 que se tient à Nîmes la première assemblée générale du protestantisme. Édouard Gruner en est le premier président. La présence commune au sein de la FPF aidera à la « restauration de l'unité réformée » en 1936-1938 dans l'Église réformée de France,,,.
En 1919, la FPF installe son premier siège social dans les locaux du Comité protestant des amitiés françaises à l'étranger, au 8 rue de la Victoire (Paris). En 1922, elle achète avec le soutien financier du Comité et de ses relais internationaux son siège actuel, au 47 rue de Clichy.

## Fédération
Au total, la Fédération regroupe 28 Églises ou unions d'Églises, ainsi que 81 associations représentant environ 500 communautés, institutions, œuvres et mouvements. 

### Églises et Unions d'Églises

#### Membres
- Armée du salut (AdS)
- Communauté des Églises d'expressions africaines francophone (CEAF)
- Communion d’Églises protestantes évangéliques (CÉPÉE)
- Communion des Églises de l’espace francophone (CEEF)
- Communion d’Églises protestantes évangéliques (CéPéE)
- Église de Pentecôte de France (EPF)
- Église Hillsong en France
- Église protestante malgache en France (FPMA)
- Église protestante unie de France (EPUdF)
- Fédération des Églises coréennes en France (FECF)
- Fédération des Églises évangéliques baptistes de France (FEEBF)
- Mission évangélique des Tziganes de France (METF)
- Mission populaire évangélique de France (MPEF)
- Union d'Assemblées de Dieu membre de la FPF (ADFP)
- Union d'assemblées protestantes en mission (UAPM)
- Union de l’Église de Dieu en France (UEDD)
- Union des Églises évangéliques libres de France (UEEL)
- Union de l’Église évangélique méthodiste de France (UEEMF)
- Union d'Églises chrétiennes évangéliques (UECE)
- Union des Églises évangéliques arméniennes de France (UEEAF)
- Union des Églises évangéliques de Réveil (UEER)
- Union des Églises protestantes d'Alsace et de Lorraine (UEPAL)
- Union des Églises protestantes évangéliques Horizon (UEPEH)
- Union de Église protestante du Nazaréen (UEPN)
- Union des Églises protestantes Foursquare France (UEPFF)
- Union des Fédérations adventistes de France (UFA)
- Union nationale des Églises protestantes réformées évangéliques de France (UNEPREF)
- Union des Églises pentecôtisantes indépendantes (UNEPI)

#### Membres associés
- Agapé - France
- Communauté d’Églises protestantes francophones (Ceeefe)
- Christuskirche - Église protestante allemande à Paris
- Église protestante évangélique de Rochefort
- Église américaine de Paris
- Église luthérienne suédoise de Paris
- Église de langue japonaise

### Communautés, institutions, œuvres et mouvements
Les associations et institutions protestantes que la Fédération protestante de France fédère œuvrent dans divers secteurs d'activité : enfance, personnes âgées, action sanitaire et sociale, loisirs et vacances, éducation, communication, expression artistique, relations internationales et développement, etc..
- Action chrétienne en Orient (ACO)
- Alliance biblique française  (ABF)
- Amis du Service biblique - FPF
- Amis de la Radio et Télévision protestantes (ARTP)
- Animation Musicale et Artistique Chrétienne (AMAC) - Sephora
- Amitiés huguenotes internationales
- Association Protestante pour l’Éducation et l'Enseignement (AP2E)
- A Rocha France
- Association au service de l'action humanitaire
- Association des Compagnons pour l'Évangile (ACE)
- Association Évangélique Protestante des Policiers et Gendarmes de France (AEPPGF)
- Association des étudiants protestants de Paris (AEPP), Strasbourg (AUP) et Montpellier
- Les Baladins
- La Cause (fondée dans les années 1920, a notamment traduit la Bible en braille)
- Centre chrétien de Gagnières
- Centre de Glay
- Centre de Sommières (CART)
- Centre du Liebfrauenberg à Gœrsdorf
- Centre évangélique de Témoignage et de Dialogue islamo-chrétien
- Centre 665 Montpellier
- La Cimade
- CMM (Union Chrétienne d’Évangélisation)
- Organisme protestant de formation (CPVC)
- Centre protestant d'études et de documentation (CPED)
- Service protestant de Mission (DEFAP)
- Diaconat de Bethesda
- Éclaireuses et Éclaireurs unionistes de France (EEUdF)
- Équipes Ouvrières Protestantes (EOP)
- Espoir FM
- Évangile et Liberté
- FAMIS (Fédération des associations et mouvements d'intégration sociale)
- Fédération de l'Entraide protestante (400 associations du domaine sanitaire et social et médico-social)
- Fédération française des associations chrétiennes d'étudiants (FFACE), « La Fédé »
- Fédération Musique et Chant de la Réforme
- Fédération des œuvres Horizon (FOH)
- Fédération des œuvres socioculturelles et caritatives d'Agapé France (FOSCAF)
- Fédération protestante de l'Enseignement (FPE)
- Fondation de la maison du diaconat de Mulhouse
- Fondation de l’Armée du Salut
- Fondation du protestantisme
- Fondation John Bost
- Fondation Pasteur Eugène Bersier
- Fréquence protestante
- Groupe Orsay
- Jeunesse ardente
- Jeunesse en Mission (JEM)
- Jeunesse pour Christ
- Ligue pour la lecture de la Bible
- Louange-Traduction-Composition (LTC)
- Mouvement d'Action Rurale (MAR)
- Médair France
- Mission Vie et famille
- Mouvement français du Christianisme Social
- Mouvement international de la réconciliation (MIR)
- Parvis des Arts
- Portes Ouvertes
- Présence protestante française au Liban
- Pro-Fil
- Psalmodia
- Radio Almorsal - Les Messagers
- Radio Colombe
- Radios Ebène
- Radio Espoir 82
- Radio Évangile
- Radio Harmonie Cornouaille
- Radio Réveil
- Alliance nationale des Union chrétienne de jeunes gens de France (UCJG - YMCA)
- Union des Militaires Chrétiens de France (UMCF)
- Volontariat International au Service des Autres, l’Année Diaconale

### Département des Communautés
- Communauté de Caulmont
- Communauté de Pomeyrol
- Communauté des Diaconesses de Reuilly
- Communauté des Diaconesses de Strasbourg
- Communauté chrétienne Rencontre
- Communauté Ichtus
- Communion de Penouël
- Fraternité de Moria
- Fraternité spirituelle des Veilleurs
- La Porte Ouverte
- Union de prière de Charmes

## Liste des présidents

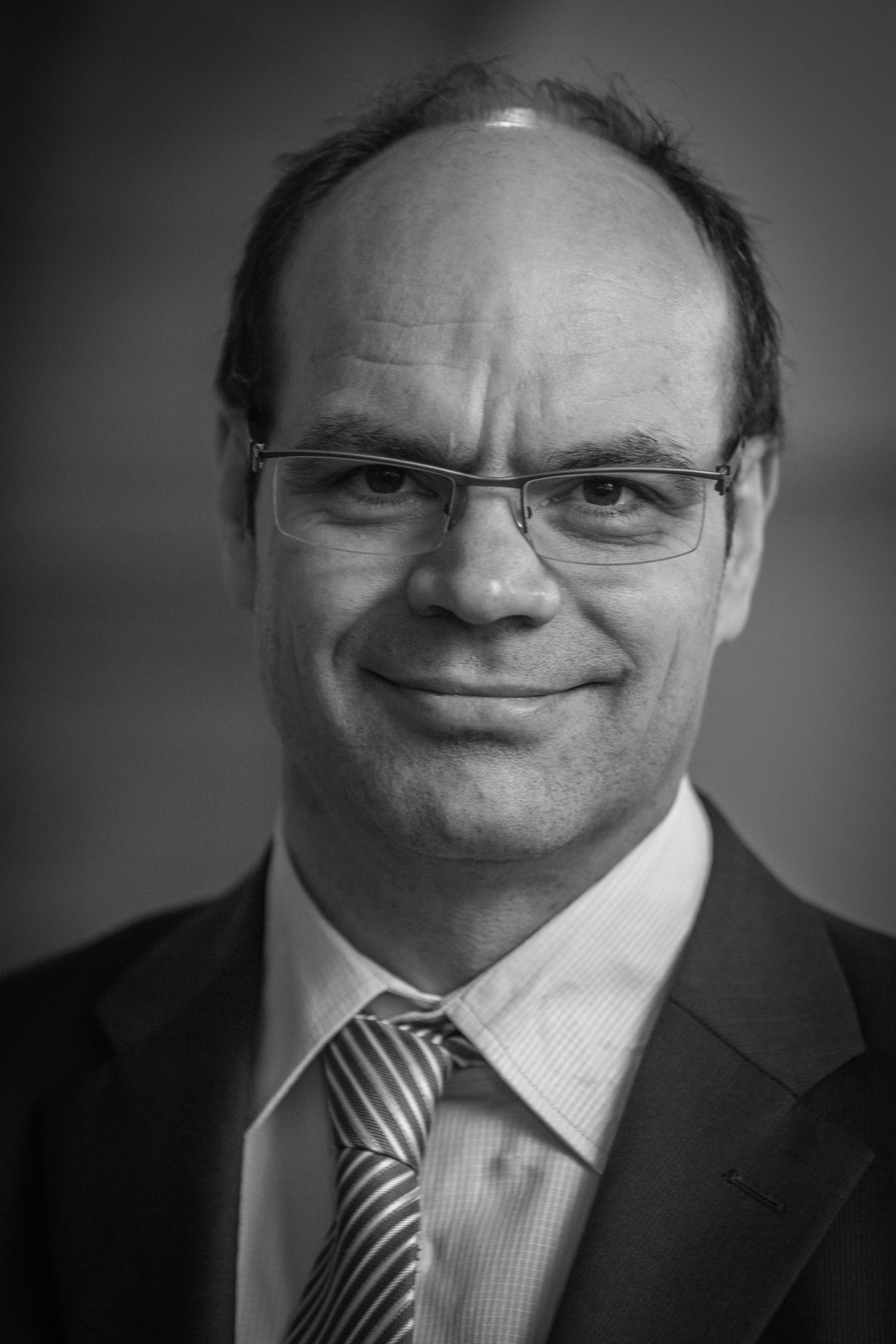
Christian Krieger, président de la FPF depuis 2022.

- Édouard Gruner (Église évangélique libre) : 1905-1927
- Pasteur Émile Morel (Église réformée) : 1927-1929
- Pasteur Marc Boegner (Église réformée) : 1929-1961
- Pasteur Charles Westphal (Église réformée de France) : 1961-1970
- Jean Courvoisier (Église réformée de France) : 1970-1977
- Pasteur Jacques Maury (Église réformée de France) : 1977-1987
- Pasteur Jacques Stewart (Église réformée de France) : 1987-1997.
- Pasteur Jean Tartier (Église évangélique luthérienne de France) : 1997-1999
- Pasteur Jean-Arnold de Clermont (ERF) : 1999-2007
- Pasteur Claude Baty (Union des Églises évangéliques libres) : 2007-2013
- Pasteur François Clavairoly (Église protestante unie de France) : depuis le 27 septembre 2013-30 juin 2022
- Pasteur Christian Krieger (Union des Églises protestantes d’Alsace et de Lorraine) : depuis le 1er juillet 2022